# Savinhac (Arieja)
Savinhac (en francès Savignac-les-Ormeaux) és un municipi francès del departament de l'Arieja i la regió d'Occitània.